# О пореклу врста
О пореклу врста (пун назив: О пореклу врста помоћу природног одабирања или Одржавање повлађиваних раса у борби за живот; прво издање 24. новембра 1859) јесте књига аутора Чарлса Дарвина која је означила нову епоху у разумевању еволуције органског света. У њој се износе чињенице које су плод Дарвинових опажања на дугим путовањима и размишљања као и сазнавање да живе врсте нису створене де ново, што је означило нов модел еволуционих промена.
На основу проучавања разноликости и прилагодљивости сродних облика живих бића и спознаје о постепеним променама фосилног света у поређењу с данашњим облицима Дарвин је утврдио да су те промене последица природног процеса. Тиме делимично прихвата спознаје својих претходника, али и објашњава главни механизам промена у живом свету што је, по Дарвинову схватању, природни одабир врста. С обзиром на стално мењање живог и неживог света, у геолошкој прошлости и данас, на Земљи опстају они организми који се најбоље адаптирају.
Књига је у викторијанској Енглеској дочекана са знатижељом и на дан објаве је била одмах распродана. У току пловидбе светом, на броду „Бигл”, која је трајала пет година, Дарвин је упознао сву разноликост крајева, поднебља, флоре и фауне, али и људских група. На основу тих размишљања о односима у природи, и проучавања постојеће литературе, је постепено обликовао своје јединствено еволуцијско тумачење физичког значаја Земље.

## Резиме Дарвинове теорије
Дарвинова теорија еволуције заснована је на кључним чињеницама и закључивању, које је немачко-амерички еволуциони биолог Ернст Мајр сумирао на следећи начин:
- Свака врста је довољно плодна да ако би сво потомство преживело да се размножава, популација би порасла (чињеница).
- Упркос периодичним флуктуацијама, популације остају отприлике исте величине (чињеница).
- Ресурси као што је храна су ограничени и релативно су стабилни током времена (чињеница).
- Следи борба за опстанак (закључивање).
- Појединци у популацији значајно се разликују једни од других (чињеница).
- Велики део ове варијације је наследан (чињеница).
- Појединци мање прилагођени животној средини имају мање шансе да преживе и да се размножавају; индивидуе које више одговарају животној средини имају већу вероватноћу да преживе и вероватније ће се размножавати и оставити своје наследне особине будућим генерацијама, што производи процес природне селекције (чињеница).
- Овај процес који се споро одвија и доводи до тога да се популације мењају да би се прилагодиле свом окружењу, и на крају, ове варијације се акумулирају током времена да би се формирале нове врсте (закључак).

## Рецепција
Књига је изазвала међународно интересовање и отворила је широку дебату, без оштре границе између научних питања и са друге стране идеолошких, друштвених и верских импликација. Велики део првобитне реакције био је негативан, непријатељски, добрим делом зато што је врло мало рецензената заиста разумело Дарвинову теорију, али је Дарвин озбиљно схваћен јер је био истакнуто и поштовано име у науци. Бискуп Семјуел Вилберфорс је написао рецензију у Quarterly Review 1860. где се не слаже са Дарвиновим „аргументом“. Било је много мање контроверзи него што је било поздрављено у публикацији Vestiges of Creation из 1844. године, коју су научници одбацили, али је утицала на широку публику да верује да су природа и људско друштво вођени природним законима. Порекло врста као књига од широког општег интереса постало је повезано са идејама друштвене реформе. Дарвинова књига је легитимисала научну расправу о еволуционим механизмима, а новостворени термин „дарвинизам“ је коришћен да покрије читав низ еволуционизма, а не само Дарвинове оригиналне тезе. До средине 1870-их, еволуционизам је тријумфовао.
Иако је Дарвин био помало стидљив у погледу људског порекла, не идентификујући никакав експлицитан закључак о овом питању у својој књизи, изнео је довољно наговештаја о људском животињском пореклу да би се могао извести закључак, и први преглед је то тврдио направио креду идеје „људи од мајмуна“ из Vestiges. Људска еволуција је постала централна у дебати и Хаксли је снажно заступао идеју еволуције. Дарвин није објавио своје ставове о овоме све до 1871.
Натурализам природне селекције био је у сукобу са претпоставкама сврхе у природи и док се то могло помирити теистичком еволуцијом, други механизми који имплицирају већи напредак или сврху били су прихватљивији. Енглески филозоф Херберт Спенсер је већ уградио ламаркизам у своју популарну филозофију прогресивног слободног тржишта људског друштва. Он је популаризовао термине 'еволуција' и 'опстанак најјачих', а многи су мислили да је Спенсер кључна личност у овој области.

### Утицај на научну заједницу
Дарвин је представио природну селекцију као научно тестиран механизам, док је прихватао да су могући и други механизми као што је наслеђивање стечених карактера. Његова стратегија је утврдила да је еволуција кроз природне законе вредна научног проучавања; до 1875. већина научника је прихватила да се еволуција догодила, али је мало њих мислило да је природна селекција значајна. Дарвинов научни метод је такође био оспораван, при чему су његови заговорници фаворизовали емпиризам Система логике Џона Стјуарта Мила, док су се противници залагали за идеалистичку школу Филозофије индуктивних наука Вилијама Вевела, у којој би истраживање могло да почне интуитивним идеја да су врсте фиксни објекти створени дизајном. Рану подршку Дарвиновим идејама дали сус природњаци активни на терену, који су проучавали биогеографију и екологију, Џозеф Далтон Хукер 1860. и Ејс Греј 1862. године. Хенри Волтер Бејтс је 1861. представио истраживање које је објаснило мимикрију инсеката коришћењем природне селекције. Алфред Расел Волас је расправљао о доказима из свог истраживања Малајског архипелага, укључујући рад из 1864. објашњењем за Воласову линију у еволуцији.
Еволуција је имала мање очигледне примене на анатомију и морфологију и у почетку је имала мали утицај на истраживања анатома Томаса Хенрија Хакслија. Упркос томе, Хаксли је снажно подржавао Дарвина; иако је позивао на експерименте који би показали да ли природна селекција може да формира нове врсте, и поставља питање да ли је Дарвинов постепеност довољан без наглих скокова да изазове специјацију . Хаксли је желео да наука буде секуларна, без уплива религије, а његов чланак у Westminster Review из априла 1860. промовисао је научни натурализам у односу на природну теологију, хвалећи Дарвина што је „проширио доминацију науке над регионима мишљења у које је, до сада, једва пробио" и сковао термин дарвинизам као део својих напора да секуларизује и професионализује науку. Хаксли је стекао утицај и покренуо клуб Х, који је користио часопис Nature да промовише еволуцију и натурализам, што је снажно утицало на већи део касновикторијанске науке. Касније ће немачки морфолог Ернст Хекел убедити Хакслија да се упоредна анатомија и палеонтологија могу користити за реконструкцију еволуционих генеалогија.
Водећи природњак у Британији био је анатом Ричард Овен, идеалиста који је 1850-их прешао на став да је историја живота постепено одвијање божанског плана. Овенов преглед Порекла у Edinburgh Review из априла 1860. огорчено је напао Хакслија, Хукера и Дарвина, али је такође сигнализовао прихватање неке врсте еволуције као телеолошког плана у континуираном „уређеном постајању”, са новим врстама које се појављују природним рођењем. Други појединци, који су одбацили природну селекцију, али су подржавали „стварање рођењем“, били су војвода од Аргила који је лепоту перја објаснио кроз дизајн. Од 1858. Хаксли је наглашавао анатомске сличности између мајмуна и људи, оспоравајући Овенов став да су људи посебна подкласа. Њихово неслагање око људског порекла дошло је до изражаја на састанку Британске асоцијације за унапређење науке на коме је дошло до познате дебате о еволуцији у Оксфорду 1860. године. У две године жестоког јавног спора који је Чарлс Кингсли сатирирао као „Велико питање о хипокампусу“ и пародирао у књизи за децу The Water-Babie као „велики тест нилског коња“. Хаксли је показао да Овен није био у праву када је тврдио да мозгу мајмуна недостаје структура каква постоји у мозгу човека. Други интелектуалци, укључујући Чарлса Лајела и Алфреда Расела Воласа, сматрали су да људи деле заједничког претка са мајмунима, али да више менталне способности нису могле еволуирати кроз чисто материјални процес. Дарвин је објавио своје објашњење у Порекло човека (Descent of Man, 1871).